# Rosa Govone
Rosa Govone, née à Mondovi le 26 novembre 1716 et morte à Turin le 28 février 1776, est une bienfaitrice italienne.

## Biographie
Ouvrière dans sa ville natale, elle s’évertue à tenter par charité de sauver les jeunes filles indigentes de 13 à 20 ans pour leur procurer des moyens d'existence. Avec une compagne et avec persévérance même contre la calomnie, elle parvient en 1756 à fonder, avec l'aide du gouvernement mais sans aucune dotation, l'hospice delle Rosine de Turin où 300 jeunes orphelines vont fabriquer pour l'armée des draps, des rubans et diverses étoffes.
Rosa Govone ouvre ensuite des succursales à Novare, Fossano, Savigliano, Saluces et Chieri. Sur chacun des établissements est inscrit la devise « Tu vivras du travail de tes mains ».